# Црква Светог Јеванђелисте Марка у Клини
Црква Светог Јеванђелисте Марка се налазила у Клини, у истоименој општини на Косову и Метохији. Припадала је Епархији рашко-призренске Српске православне цркве.
Црква је била посвећена Светом Апостолу и Јеванђелисти Марку, подигнута је на темељима старе цркве Свете Пречисте - Ваведење Пресвете Богородице.

## Разарање цркве 1999.
Албанци су разорили храм и иконе 1999. године, након доласка припадника италијанског КФОР-а.